# Las Crucitas, Guerrero
Las Crucitas är en ort i Mexiko.   Den ligger i kommunen Tecoanapa och delstaten Guerrero, i den södra delen av landet, 280 km söder om huvudstaden Mexico City. Las Crucitas ligger 347 meter över havet och antalet invånare är 288.
Terrängen runt Las Crucitas är kuperad åt nordväst, men åt sydost är den platt. Runt Las Crucitas är det ganska glesbefolkat, med 34 invånare per kvadratkilometer. Närmaste större samhälle är San Marcos, 17,1 km sydväst om Las Crucitas. Omgivningarna runt Las Crucitas är en mosaik av jordbruksmark och naturlig växtlighet.